# Melanoplus olamentke
Melanoplus olamentke är en insektsart som beskrevs av Morgan Hebard 1920. Melanoplus olamentke ingår i släktet Melanoplus och familjen gräshoppor. Inga underarter finns listade i Catalogue of Life.